# Adolph Strecker

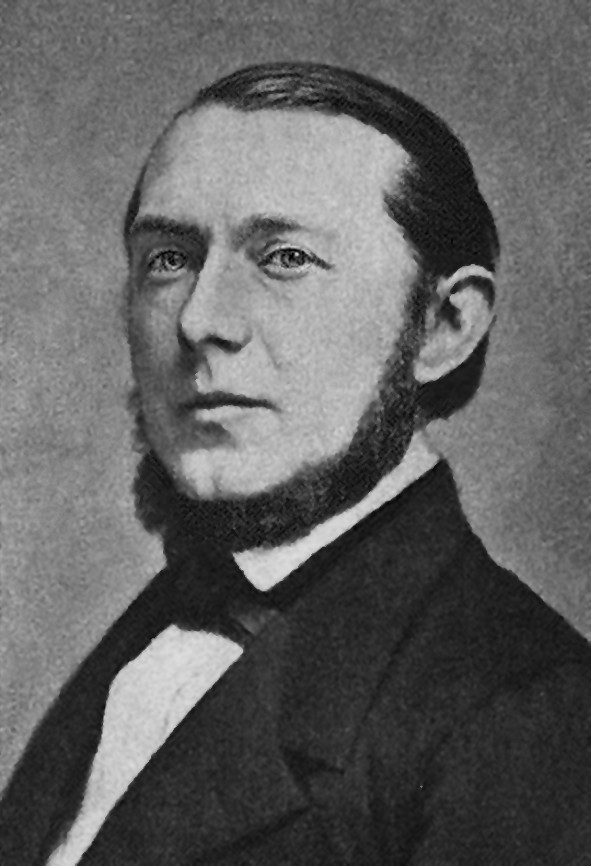
Adolph Strecker, um 1869

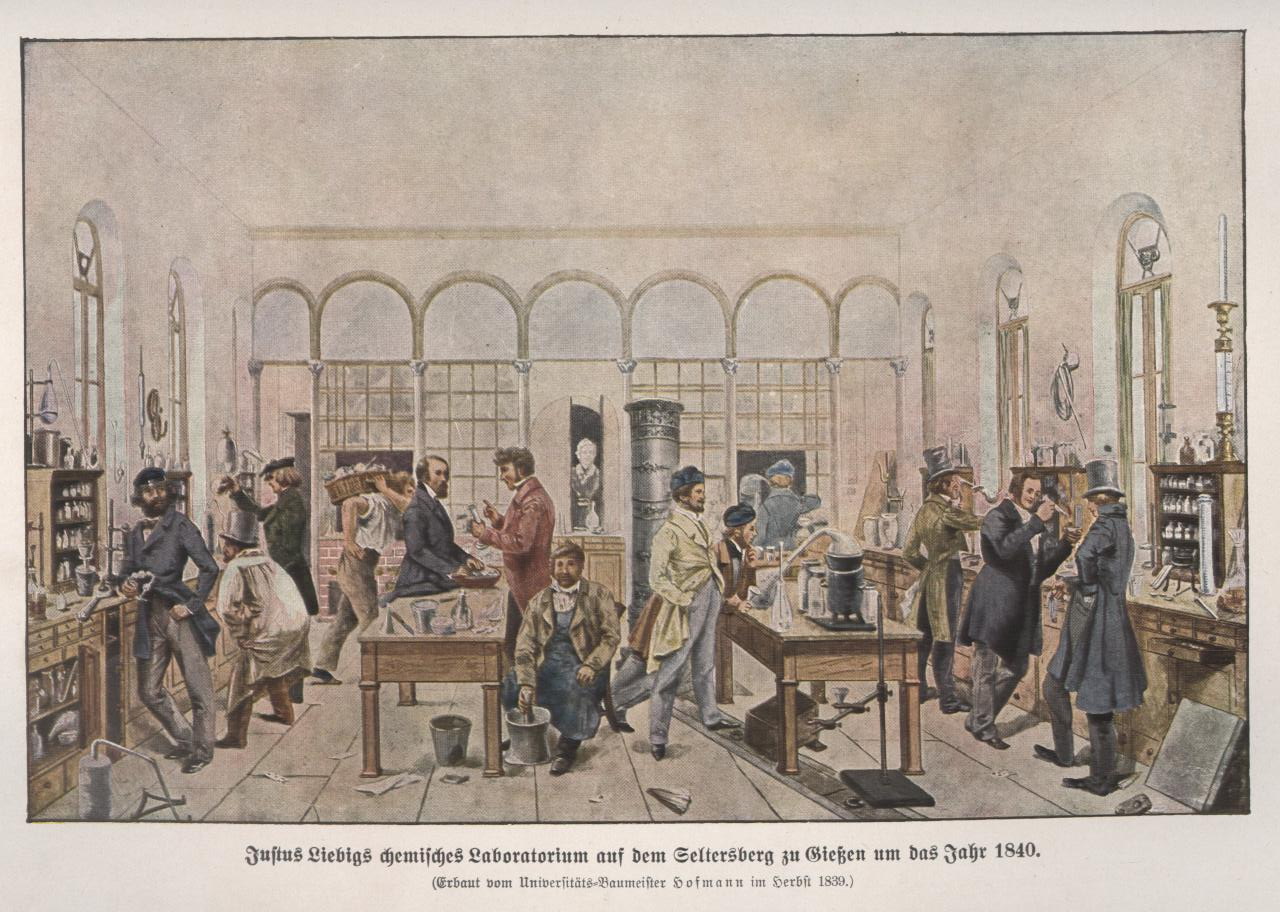
1841 in Liebigs Laboratorium

Adolph Friedrich Ludwig Ewald Strecker, auch Adolf Ludwig Strecker (* 21. Oktober 1822 in Darmstadt; † 7. November 1871 in Würzburg) war ein deutscher Chemiker und Hochschullehrer.

## Leben
Nach Absolvierung der Höheren Gewerbeschule in seiner Heimatstadt, wo er sich dem Corps Hassia anschloss, studierte Strecker ab 1840 an der Ludwigsuniversität Gießen Naturwissenschaften. Seit 1841 war er Mitglied des Corps Teutonia Gießen.
In Chemie wurde er Schüler von Justus von Liebig. 1842 konnte Strecker sein Studium mit einer Promotion abschließen. Anschließend ging er als Lehrer an das Realgymnasium in Darmstadt, kehrte aber 1846 als Privatassistent Liebigs nach Gießen zurück. Dort habilitierte er sich 1849 mit einer Arbeit über Ochsengalle und wurde für kurze Zeit Dozent an der Universität Gießen.
Er ging 1851 als Professor an die Kgl. Frederiks Universitet in Oslo, wo er auch an der norwegischen Militärakademie unterrichtete, und kehrte 1860 zurück nach Deutschland an die Universität Tübingen. In Würzburg wurde zu dieser Zeit das Studienfach Chemie von der Medizinischen Fakultät (Johann Joseph von Scherer) auf die Philosophische Fakultät übertragen. 1870 folgte er dem 1869 ergangenen Ruf als Nachfolger des verstorbenen Scherer auf den ersten ordentlichen Lehrstuhl für Organische Chemie in der Philosophischen Fakultät mit dem neuerrichteten chemischen Institut der Julius-Maximilians-Universität in der Maxstraße in Würzburg, wo er aber kurze Zeit darauf 1871 an den Folgen einer chronischen, durch Experimente in Tübingen verursachten Thallium-Vergiftung im Nierenversagen starb. Sein Nachfolger wurde nach einem Jahr Vakanz Johannes Wislicenus.
Im Jahr 1857 wurde er auf Vorschlag von Justus von Liebig als korrespondierendes Mitglied in die Bayerische Akademie der Wissenschaften aufgenommen.
Strecker beschäftigte sich mit der Analyse, Strukturaufklärung und Synthese zahlreicher Naturstoffe, besonders von Aminosäuren und Farbstoffen wie Alizarin, mit anderen stickstoffhaltigen Stoffgruppen, aber auch mit der analytischen Trennung der Nebengruppenmetalle und Anfängen der metallorganischen Chemie.
Nach ihm benannt ist die Strecker-Synthese für Aminosäuren aus Aldehyden, Ammoniak und Blausäure und der Strecker-Abbau von α-Aminosäuren zu Aldehyden, Ammoniak und Wasser.
Adolph Strecker war verheiratet mit der ihn überlebenden Lina Strecker, die als Witwe dem Medizinstudenten Hans Storm eine Unterkunft zur Verfügung stellte. Mit Hans Storms Vater, dem Dichter Theodor Storm, stand sie in Briefkontakt. Ihre Tochter Natalie heiratete den Mediziner Wilhelm Olivier von Leube.

## Schriften (Auswahl)
- Untersuchungen über die chemische Constitution der Hauptbestandtheile der Ochsengalle. Habilitation, Giessen 1849
- Regnault-Strecker's kurzes Lehrbuch der Chemie. Vieweg, Braunschweig 1851 Digitalisierte Ausgabe der Universitäts- und Landesbibliothek Düsseldorf
  - 2. Organische Chemie. 1853
  - 1. Anorganische Chemie. 3., verb. Aufl. 1855
  - 2. Organische Chemie. 2. Aufl.1857
  - 1. Anorganische Chemie. 4. Aufl.1858
  - 1. Anorganische Chemie. 9., neu bearb. Aufl. / von Johannes Wislicenus. 1877